# Mitchell Langerak
Mitchell Langerak (sinh ngày 22 tháng 8 năm 1988) là một cầu thủ bóng đá người Úc.

## Đội tuyển bóng đá quốc gia Úc
Mitchell Langerak thi đấu cho đội tuyển bóng đá quốc gia Úc từ năm 2013 đến 2017.

## Thống kê sự nghiệp
| Đội tuyển bóng đá Úc | Đội tuyển bóng đá Úc | Đội tuyển bóng đá Úc |
| Năm                  | Trận                 | Bàn                  |
| -------------------- | -------------------- | -------------------- |
| 2013                 | 2                    | 0                    |
| 2014                 | 3                    | 0                    |
| 2015                 | 1                    | 0                    |
| 2016                 | 0                    | 0                    |
| 2017                 | 2                    | 0                    |
| Tổng cộng            | 8                    | 0                    |